# チュグエフカ空軍基地
チュグエフカ空軍基地（チュグエフカくうぐんきち、ロシア語: Авиационная база Чугуевка）とは、ロシア連邦沿海地方にあり、ウラジオストクから約300km北東、チュグエフカから10km南方に位置するロシア空軍の基地である。

## 概要
主要な目的は、冷戦時にウラジオストク上空に飛来するアメリカ空軍の偵察機や戦闘機に対するスクランブルであり、ソ連防空軍第11独立軍の第530迎撃航空連隊の基地であった。
1960年代にはMiG-17を使用していたが、1970年代になってアメリカ空軍のSR-71偵察機の飛来が懸念されるようになるとMiG-25P36機が配備された。1990年代にはMiG-31に置き換えられ始めた。2008年には、チュグエフカ空軍基地には少なくともMiG-25とMiG-31合わせて20機が配備されているのが、Google Earthの高解像度画像で捉えられている。
この基地が注目を浴びたのは1976年9月、チュグエフカ空軍基地の防空軍パイロットであったヴィクトル・ベレンコ中尉がMiG-25を操縦して日本の函館空港に着陸してアメリカへの亡命を求めた、ベレンコ中尉亡命事件が発生したことによるものである。
その際には、基地の存在や目的、任務のみならず、ベレンコ中尉がアメリカ軍やマスコミに漏らした、亡命の原因の1つとなった基地の生活環境の悪さも注目され、その後基地の生活環境が改善されたと伝えられた。